# 長岡バイパス

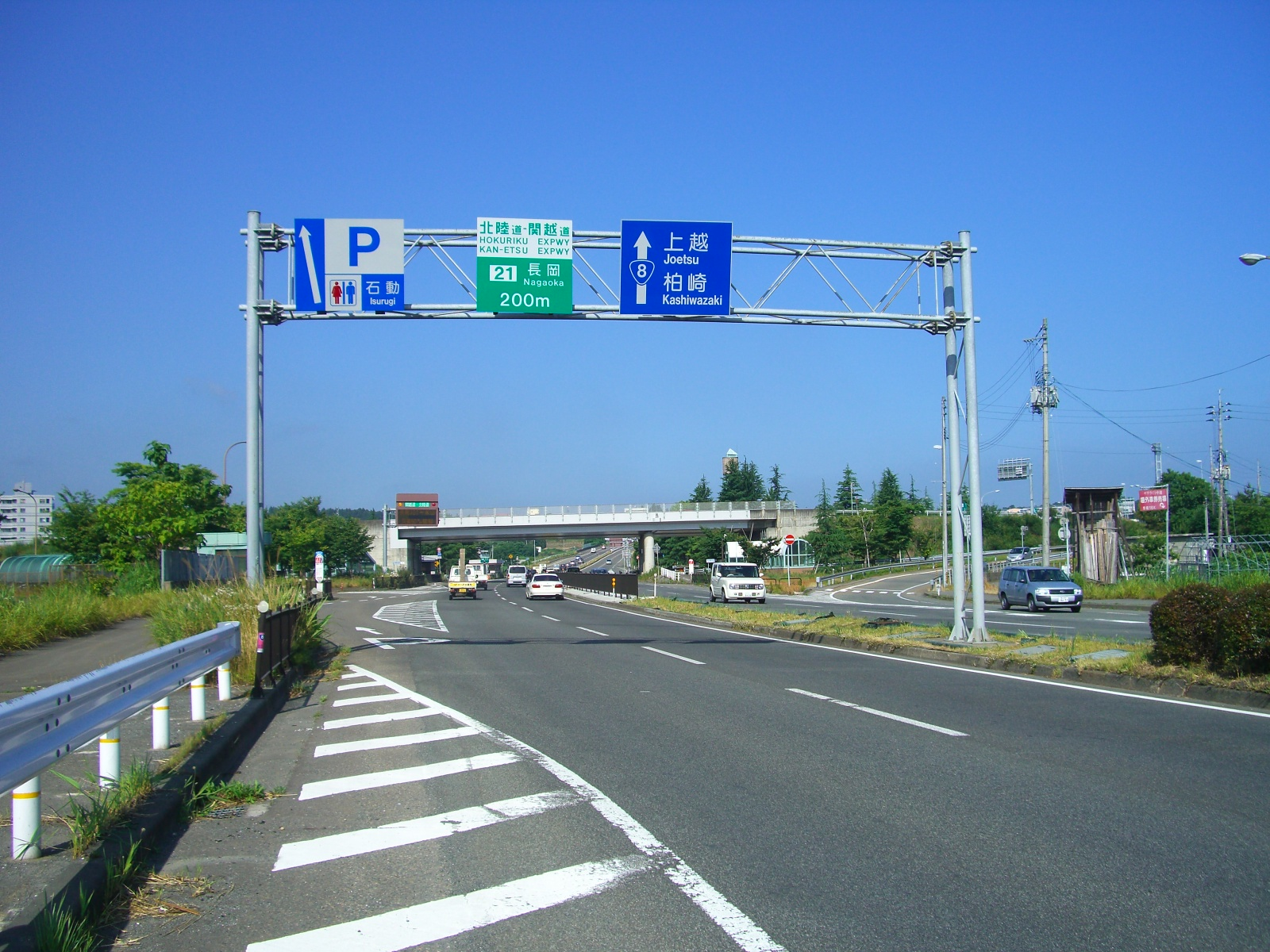
長岡IC（関越自動車道）手前

長岡バイパス（ながおかバイパス）は、新潟県長岡市川崎町から、同市大積三丁目に至る国道8号の延長15.25 km（キロメートル）のバイパス道路。

## 概要
長岡市の市街地郊外を、東から西に横断するバイパス道路。1986年（昭和61年）全線開通。一部の区間国道351号・新潟県道23号柏崎高浜堀之内線と重複している。終点側の一部（国土交通省宮本除雪ステーション以西3.0 kmの区間）が暫定2車線であるほかは、4車線で開通しており、一部立体交差方式となっている。交通量は国道8号喜多町において平成22年度道路交通センサスで約35,000台/日、平成17年度道路交通センサスで約46,000台/日。長岡東バイパス、長岡東西道路、左岸バイパスと併せて長岡市の外環状道路を形成する。
バイパス開通後の国道8号の旧道部分は、国道351号や国道404号などの別路線に転換された。
鉄道とのアンダーパス部では道路上空に公園が設けられている。

### 路線データ
- 起点 : 新潟県長岡市川崎町
- 終点 : 新潟県長岡市大積三丁目
- 路線延長 : 15.25 km

### 渋滞状況
交通量は多いにもかかわらず、接続する長岡東バイパスと比較して立体交差となっている箇所が少なく、また交差点が近接している関係で、新町一丁目交差点や長岡大橋の前後では慢性的な交通渋滞や混雑が見られる。それ以外にも朝夕の通勤ラッシュ時には、特に以下の交差点を先頭に渋滞が発生する。（7時前 - 8時30分頃、および17時30分頃 - 19時前）
- 新町一丁目交差点 通称「昭和通り交差点」
上り線：北園橋付近まで
下り線：長岡大橋中間点付近まで
（週末の金曜日は新町一丁目交差点を先頭に寺島交差点付近まで渋滞）
- 蓮潟交差点
下り線：寺島交差点手前付近まで
- 寺島交差点
上り線：長岡大橋柏崎側取付部付近まで
下り線：堺交差点付近まで
- 堺西交差点
下り線：喜多IC付近まで
- 福山交差点
上り線：喜多IC付近まで
下り線：長岡IC付近まで
- 宮本東方町交差点
上り線：宮本IC付近まで

## 歴史
当バイパス建設前の国道8号は、長岡市内の中心部から現在の新潟県道467号宮本大島線を経由する区間、また大積町地内の狭隘な区間が指定されており（経路は#旧道を参照）、こうした区間を迂回するために建設された。
- 1970年（昭和45年）11月16日：暫定2車線にて神田 - 長岡大橋 - 喜多町間開通[3][4]。
- 1972年（昭和47年）11月7日：暫定2車線にて喜多町 - 宮本間開通。
- 1973年（昭和48年）12月8日：暫定2車線にて宮本 - 大積間開通。
- 1986年（昭和61年）11月11日：完成4車線にて新町1丁目交差点 - 川崎ICが開通し、長岡バイパス全線開通[5][注 1]。
- 1987年（昭和62年）11月20日：喜多町 - 蓮潟間が4車線化。
- 1989年（平成元年）12月31日：長岡大橋が4車線化。

## 路線状況

### 旧道
国道8号の旧道は長生橋を渡り、関原の中心部を通るルートであった。
- 国道8号
  - 長岡市新町一丁目（新町一丁目交差点） - 同市大島新町三丁目（大島交差点）：国道351号
  - 長岡市大島新町三丁目（大島交差点） - 同市上除町（上除町交差点）：国道404号
  - 長岡市上除町（上除町交差点） - 同市宮本東方町（宮本東方町交差点）：新潟県道467号宮本大島線
  - 長岡市宮本東方町：長岡市道
  - 長岡市大積町一丁目（大積町一丁目南交差点 - 大積小学校入口交差点）：長岡市道
  - 長岡市大積町三丁目：長岡市道
- 国道351号
  - 長岡市亀貝町（亀貝町交差点） - 同市新町三丁目（新町三丁目交差点）：新潟県道8号長岡見附三条線
  - 長岡市新町三丁目（新町三丁目交差点） - 同市新町一丁目（新町一丁目交差点）：国道352号

※新潟県道23号柏崎高浜堀之内線はバイパス開通後の指定のため、旧道は存在しない。

### 道路施設

#### 橋
- 長岡大橋（信濃川）

#### 道の駅
- 道の駅ながおか花火館

## 地理

### 通過する自治体
- 新潟県
  - 長岡市

### 交差する道路
- 上側が起点側、下側が終点側。左側が上り側、右側が下り側。
- 路線名の特記がないものは市道。

| 施設名                              | 接続路線名                                | 接続路線名                                           | 備考               | 所在地 |
| ----------------------------------- | ----------------------------------------- | ---------------------------------------------------- | ------------------ | ------ |
| 国道351号 栃尾地域方面              |                                           |                                                      |                    |        |
| 川崎IC                              | 国道8号（重用:国道17号） (長岡東バイパス) | 国道17号（長岡東バイパス）                           |                    | 長岡市 |
| 新町一丁目 （通称：昭和通り交差点） | 国道352号（重用:国道403号）（旧国道8号）  | 国道351号 （重用:国道352号、国道403号）（旧国道8号） |                    | 長岡市 |
| 寺島                                | 新潟県道69号長岡和島線                    | 新潟県道69号長岡和島線                               |                    | 長岡市 |
| 古正寺町西                          | 左岸バイパス                              | 左岸バイパス                                         | 2021年信号機設置   | 長岡市 |
| 堺西                                | 新潟県道263号長岡七日市線                 | 新潟県道263号長岡七日市線（大手大橋通り）            |                    | 長岡市 |
| 喜多IC                              | 国道404号                                 | 国道404号                                            | 2014年4月1日に指定 | 長岡市 |
| 長岡IC                              | 関越自動車道                              | 関越自動車道・ 新潟県道86号長岡インター線            |                    | 長岡市 |
| 日越                                |                                           | 新潟県道48号長岡西山線                               |                    | 長岡市 |
| 宮本IC                              | 新潟県道48号長岡西山線                    | 新潟県道48号長岡西山線                               |                    | 長岡市 |
| 宮本東方町                          | 新潟県道467号宮本大島線                   | -                                                    |                    | 長岡市 |
| 大積町一丁目                        | 新潟県道23号柏崎高浜堀之内線              | -                                                    |                    | 長岡市 |
| 大積町二丁目丁字路                  | -                                         | 新潟県道23号柏崎高浜堀之内線                         |                    | 長岡市 |
| 国道8号 柏崎・上越・富山方面        |                                           |                                                      |                    |        |

### 接続するバイパスの位置関係

#### 国道8号
（新潟方面） 長岡東バイパス - 長岡バイパス - 現道 - 長岡バイパス（宮本東方町地内） - 現道 - 長岡バイパス（大積町一丁目地内） - 現道 -  長岡バイパス（大積町三丁目地内） - 現道 - 赤田トンネル（京都方面）

#### 国道351号
（栃尾方面）新榎トンネル - 長岡バイパス - 現道 - 小千谷バイパス（小千谷方面）